# Richmond (Colúmbia Britànica)
Richmond és una ciutat de la regió costanera del Lower Mainland de la Colúmbia Britànica, al Canadà. Principalment una ciutat suburbana, ocupa gairebé la totalitat de l'illa de Lulu Island (excepte Queensborough), entre els dos distributaris de l'estuari del riu Fraser. Comprèn l'illa del mar adjacent (on es troba l'Aeroport Internacional de Vancouver) i diverses altres illes més petites i illots deshabitats al nord i al sud, els barris veïns de Vancouver i Burnaby a la península de Burrard al nord, New Westminster i l'illa Annacis a l'est, Delta al sud i l'estret de Geòrgia a l'oest.
Avui en dia, els canadencs d'Àsia oriental constitueixen la majoria de la població de Richmond, juntament amb la població canadenca asiàtica continental que representa gairebé tres quartes parts de la població de la ciutat. Com a municipi de l'àrea metropolitana de Vancouver (Metro Vancouver), Richmond es compon de vuit barris locals: Sea Island, City Centre, Thompson, West Richmond, Steveston, South Arm, East Richmond i Hamilton.
L'any 2023 la ciutat tenia una població estimada de 229.781 persones.